# جيمي وود
جيمي وود (بالإنجليزية: Jamie Wood)‏ (21 سبتمبر 1978 سالفورد المملكة المتحدة - ) هو لاعب كرة قدم بريطاني يلعب كمهاجم.

## مسيرته الكروية
لعب جيمي وود خلال مسيرته الاحترافية مع 6 أندية في خمسة عشر موسمًا وسجل خلالها 50 هدف ضمن 280 مباراة. ولم يفز بأي موسم بالكأس وفاز أربعة مواسم بالدوري.
خاض جيمي وود مسيرته مع نادي رويال أنتويرب في موسم 1997–98 ولمدة موسمين، مشاركًا في 13 مباراة سجل خلالها هدفين. ثم انتقل إلى نادي هال سيتي في موسم 1999–00 ولمدة موسمين، حيث شارك في 47 مباراة سجل خلالها 6 أهداف. لينتقل بعدها إلى نادي هاليفاكس تاون في موسم 2001–02 لمدة موسم واحد، مشاركًا في 16 مباراة ولم يسجل أي هدف. ثم انتقل إلى نادي سوانزي سيتي في موسم 2002–03 لمدة موسم واحد، مشاركًا في 17 مباراة سجل خلالها هدفين. هذا وانتقل لاحقًا إلى نادي ذا نيو سينتس في موسم 2003–04 ليلعب معه ثمانية مواسم، مشاركًا في 187 مباراة سجل خلالها 40 هدف.

## روابط خارجية
- جيمي وود على موقع قاعدة بيانات كرة القدم.إي يو (الإنجليزية)
- جيمي وود على موقع ناشيونال فوتبول تيمز (الإنجليزية)